# أكوش
أوكوش، ويُعرف أحيانًا أيضًا باسم Uu أو Bubu (بالسومرية: 𒌑𒌑، والتي يمكن قراءتها u 2 - kuš 3 أو u 2 -u 2 ؛ توفي ق. 2358 قبل الميلاد)   كان حاكمًا سومريًا ( ensi ) لمدينة دولة أوما.  وكان والد لوغال-زاجي-سي الذي تولى السيطرة على كل سومر. 
عُرفت أوكوش من خلال نقش مزهرية نيبور   في لوغال-زاجي-سي :
"Lugal-zagesi-si, King of الوركاء, King of the Land, priest of Ana, prophet of Nidaba؛ the son of Ukush, patesi of Umma, the prophet of Nidaba؛ he who was favourably regarded by Ana, the king of the lands; the great patesi of إنليل؛ endowed with understanding by إنكي؛ whose name was spoken by Babbar (the Sun-god), the chief minister of Enzu (the Moon-god), the representative of Babbar, the patron of Ninni, the son of Nidaba, who was nourished with holy milk by Ninkharsag, the servant of the god Mes, who is the priest of Uruk, the pupil of Ninabukkhadu, the mistress of Uruk, the Great Minister of the gods".— Nippur vase inscription of Lugal-zagesi-si.
كما تذكر نقوش أخرى، مثل نقش على لبنة بها ثقب مركزي في متحف أراضي الكتاب المقدس ، لوغال زاجيسي باعتباره "ابن أوكوش" (𒌉 𒌑𒌑، dumu u 2 -u 2 ).  كما يُعرف نقش تكريسي آخر. 
يُعتقد أنه لعب دورًا مهمًا في جعل أوما مدينة قوية بجيش قوي، مما سمح لابنه بتحقيق هزيمة جارته ومنافستها التقليدية لجش وملكها أوروكاجينا، ثم غزو كل سومر.  

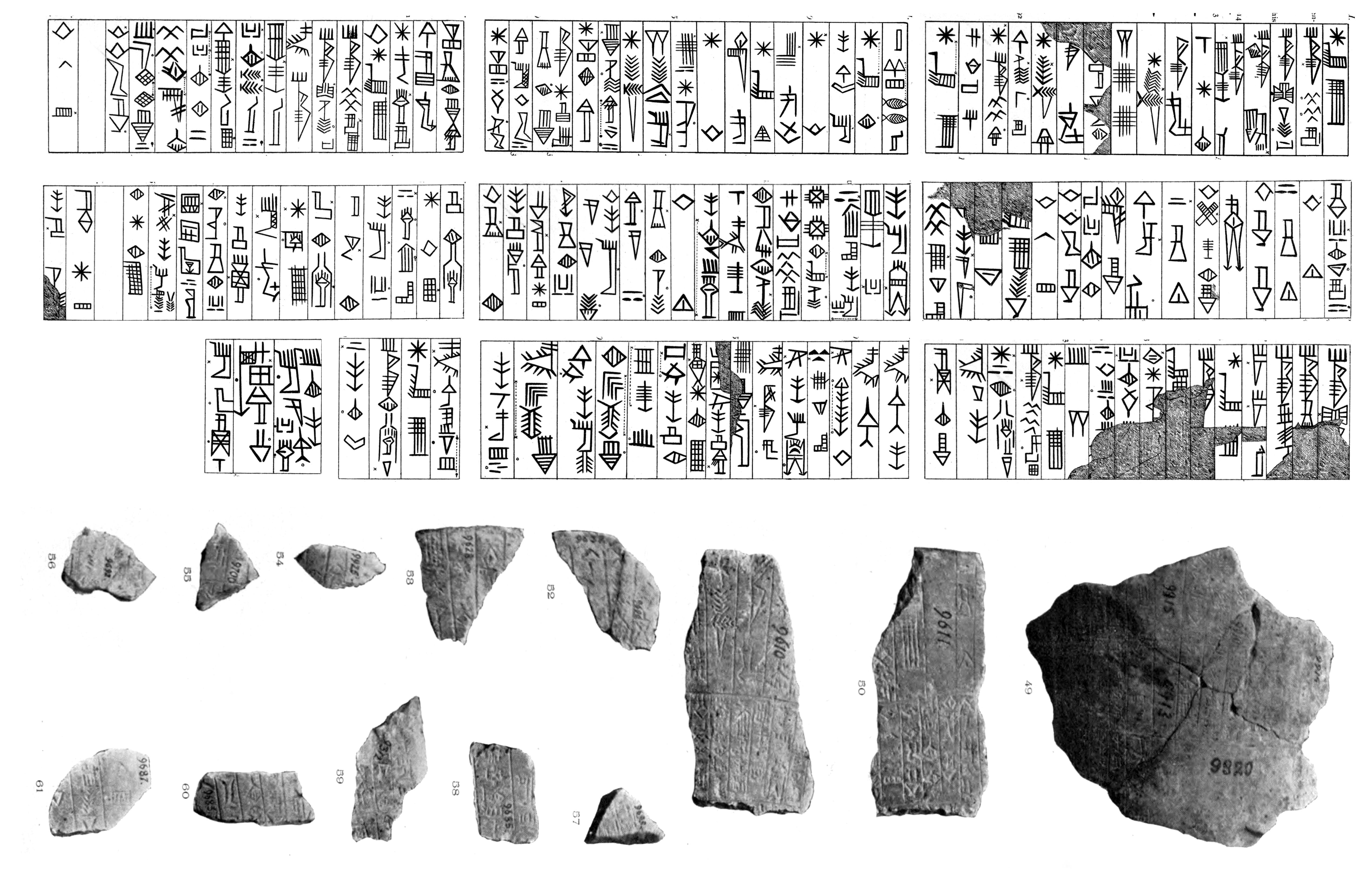
مزهرية نيبور لوغال زاغيسي، حيث يصف لوغال زاغيسي نفسه بأنه "ابن أوكوش" (𒌉 𒌑𒌑، dumu u 2 - kuš 3، في العمود التاسع من أعلى اليمين)